# Memoriale sovietico "Retrovie - Fronte"
Il Memoriale "Retrovie - Fronte" (in russo Памятник «Тыл - фронту»?, Pamjatnik "Tyl - frontu") è un monumento in bronzo e granito situato nella città di Magnitogorsk, in Russia, scolpita da Lev Golovnickij e disegnata da Jakov Belopol'skij.

## Storia
È considerata la prima parte di un trittico costituito dalla statua "La Madre Patria chiama!" a Volgograd e dal "Guerriero liberatore" a Treptower Park, a Berlino. Questo monumento è stato inaugurato nel 1979. Al momento della costruzione del monumento, l'autore degli altri due monumenti, Evgenij Vučetič, era già morto.
Il monumento è composto da un lavoratore e da un guerriero. Il lavoratore è orientato ad est, verso il Kombinat metallurgico di Magnitogorsk (MMK), l'acciaieria di Magnitogorsk, simbolo dell'apparato industriale sovietico che produsse le armi che permisero all'Armata Rossa di vincere la guerra. Il guerriero è invece rivolto ad ovest, ovvero nella direzione in cui vi era il fronte durante la seconda guerra mondiale. I tre monumenti sono fatti per simboleggiare la spada forgiata a Magnitogorsk, sollevata nella scultura "La Madre Patria chiama!" nell'allora Stalingrado (oggi Volgograd) e infine sferrata contro la svastica a terra dopo la vittoria a Berlino come parte del monumento "Guerriero liberatore". La composizione comprende anche un fiore di pietra fatto di granito della Carelia con una fiamma eterna.